# زيون لايت
زيون لايت (مواليد 1984) كاتبة وناشطة بريطانية معروفة بعملها في مجال البيئة وتواصلها العلمي. كانت مديرة المملكة المتحدة للتقدم البيئي. كانت متحدثة باسم تمرد الانقراض على التلفزيون والراديو، وأسست وحررت صحيفة الساعة الرملية. كتبت لـ هافينغتون بوست، وقامت بتأليف كتاب غير خيالي قائم على الأدلة، الدليل النهائي للأبوة الخضراء، وقدمت محاضرة تيديكس.

## بداية حياتها
ولدت لايت عام 1984 في ويست ميدلاندز بالمملكة المتحدة. كان أسلافها من الهند. عندما كانت صغيرة، ظهرت في برنامج جونيور العقل المدبر ونشرت قصيدتها الأولى في مختارات في سن الثانية عشرة. التحقت بجامعة ريدينغ، وتخرجت في عام 2005، وأكملت درجة الماجستير في علوم الاتصال من جامعة الغرب. إنجلترا في عام 2019.

## مؤلفاتها ونشاطها
لايت هي ناشطة بيئية وكاتبة تركز على الأبوة الأخلاقية وتغير المناخ.
كانت كاتبة عمود في جريدة اكسبرس لمدة ستة أشهر في عام 2014. كانت محررة مشاركة لمجلة جونو لمدة 7 سنوات وكتبت في هافينغتون بوست. غادرت لايت جونو في عام 2019 للعمل بدوام كامل في تمرد الانقراض حيث كانت جزءًا من فريق الرسائل والإعلام. قامت بتأسيس وتحرير صحيفة الساعة الرملية، التي تم إطلاقها في سبتمبر 2019 واستمرت حتى مايو 2020. بعد فترة وجيزة، غادرت المجلة وأصبحت مديرة فرع المملكة المتحدة للتقدم البيئي، وهي المنظمة التي أسسها ويديرها مايكل شيلنبرغر للدفاع عن الطاقة النووية.
كتبت كتابًا غير خيالي بعنوان الدليل النهائي للأبوة الخضراء (2015). ومن المقرر إطلاق سراح طفل آخر، صفر نفايات الأطفال، والذي شارك في تأليفه مع روب غرينفيلد. في عام 2018، أصدرت أول مجموعة شعرية لها، لحظة فقط. ظهر شعر الأضواء في مجلة تولبودل الخاص للمواطن 32، في تأملات وهي مجموعة شعرية تم جمعها لجمع الأموال لصالح،  ومؤخراً في مجموعة غناء العندليب، وهي مجلة شعرية محدودة تم إنشاؤها لـ نيو شبكات من أجل الطبيعة.
لايت هي داعية علمي صريح ومتشكك: في عام 2015 ذكرت صحيفة أخبار الصباح الغربي أنها ضد العلوم الزائفة. في عام 2018، ألقت محاضرة تيد حول علم الفلك، بعنوان «لا تنس البحث عن»، في جامعة بريستول. في أغسطس 2015، أطلقت صحيفة ديلي تلغراف على لايت لقب «الأم الأكثر خضرة في بريطانيا». في سبتمبر 2015، كتبت لوسي سيجل في صحيفة الأوبزرفر، ووصفت الأضواء بأنها «براغماتية بيئية، مليئة بالأدلة بسعادة. ليس لديها شاحنة بها أساطير هيبي - إنها تعتقد أنه يجب عليك تطعيم طفلك.» 
في دورها كمتحدثة باسم خطر الإنقراض، ظهرت عدة مرات في الإذاعة والتلفزيون تتحدث عن حالة الطوارئ المناخية والبيئية. تضمنت هذه المظاهر برنامج السياسة مباشر الذي يبث على تلفزيون بي بي سي،  بي بي سي وورلد نيوز، وجود مورنينغ بريطانيا، وذا أندرو نيل شو.
في سبتمبر 2020، ذكرت السيدة لايت في مقالات نُشرت في ديلي ميل وديلي تلغراف أنها تركت الجمعية لحملتها لصالح بناء محطات طاقة نووية لتحل محل المحطات التي تعمل بالوقود الأحفوري، قائلة إنها كانت «الخطوة المنطقية التالية» في البحث عن حلول بدلاً من «الصراخ بصوت عالٍ بشأن المشكلة».

## حياتها الشخصية
تعيش لايت في ديفون مع زوجها وابنتيها.